# Smithers (Virgínia Ocidental)
Smithers é uma cidade localizada no estado norte-americano de Virgínia Ocidental, no Condado de Fayette e Condado de Kanawha.

## Demografia
Segundo o censo norte-americano de 2000, a sua população era de 904 habitantes.
Em 2006, foi estimada uma população de 855, um decréscimo de 49 (-5.4%).

## Geografia
De acordo com o United States Census Bureau tem uma área de
1,4 km², dos quais 1,4 km² cobertos por terra e 0,0 km² cobertos por água.

## Localidades na vizinhança
O diagrama seguinte representa as localidades num raio de 12 km ao redor de Smithers.